# Herbert Putnam
Herbert Putnam (ur. 20 września 1861 w Nowym Jorku, zm. 14 sierpnia 1955 w Woods Hole) – amerykański bibliotekarz, prawnik, 8. dyrektor Biblioteki Kongresu Stanów Zjednoczonych w Waszyngtonie.

## Życiorys
Urodził się w rodzinie znanego wydawcy George’a Putnama. W 1883 roku ukończył studia na Uniwersytecie Harvarda. W latach 1883–1884 studiował prawo w na Uniwersytecie Columbia. W latach 1884–1887 był dyrektorem Minneapolis Atheneum, a po wchłonięciu jej w 1887 roku przez Bibliotekę Publiczną w Minneapolis przez cztery lata pracował w niej jako bibliotekarz. W latach 1895–1899 pracował w Bibliotece Publicznej w Bostonie. Dwukrotnie, w 1898 i 1904 roku został wybrany na prezydenta Stowarzyszenia Bibliotek Amerykańskich. Był również członkiem Amerykańskiej Akademii Sztuki i Literatury. 13 marca 1899 roku Herbert Putnam został przez prezydenta USA Williama McKinleya mianowany dyrektorem Biblioteki Kongresu Stanów Zjednoczonych. Pełnił tę funkcję do 1939 roku. Herbert Putnam wprowadził do Biblioteki Kongresu system zwany Klasyfikacją Biblioteki Kongresu, który jest stosowany do dziś oraz system wypożyczeń międzybibliotecznych kierowanych centralnie.
Zmarł w Woods Hole w wieku 94 lat. Miał dwie córki Shirley i Brendę Putnam (1890–1975), która była wielokrotnie nagradzaną rzeźbiarką.